# Llista d'alcaldes de Mataró
L'alcalde/essa o batlle/essa de Mataró és la màxima autoritat política de l'Ajuntament de Mataró (El Maresme). D'acord amb la Llei Orgànica 5/1985, de 19 de juny, del Règim Electoral General (actualment en vigor) l'alcalde és elegit per la corporació municipal de regidors, que al seu torn són elegits per sufragi universal pels ciutadans del Mataró amb dret a vot, mitjançant eleccions municipals celebrades cada quatre anys. En la mateixa sessió de constitució de la corporació es procedeix a l'elecció de l'alcalde, podent ésser candidats tots els regidors que encapçalen les corresponents llistes. És proclamat electe el candidat que obté la majoria absoluta dels vots. Si cap no obté aquesta majoria, és proclamat alcalde el regidor que encapçala la llista més votada pels ciutadans.

## Llista d'alcaldes
Segons les dades públiques de l'Ajuntament de Mataró, les persones que han ostentat el càrrec d'alcalde de la ciutat des de 1835 són les següents:
| Núm. | Alcalde | Alcalde                       | Inici mandat       | Fi mandat          | Partit polític | Partit polític                       |
| ---- | ------- | ----------------------------- | ------------------ | ------------------ | -------------- | ------------------------------------ |
| 1    |         | Josep Renter                  | 1835               | 1836               |                |                                      |
| 2    |         | Francesc Viñas                | 1936               | 1836               |                |                                      |
| 3    |         | Josep A. Pera de Jordi        | 1836               | 1839               |                |                                      |
| 4    |         | Antoni Boter Llauder          | 1839               | 1841               |                |                                      |
| 5    |         | Josep de Caralt               | 1841               | 1842               |                |                                      |
| 6    |         | Bruno Martí                   | 1842               | 1843               |                |                                      |
| 7    |         | Joan Camín                    | 1843               | 1844               |                |                                      |
| 8    |         | Antoni Borràs                 | 1844               | 1846               |                |                                      |
| 9    |         | Joaquim Martí Andreu          | 1846               | 1847               |                |                                      |
| 10   |         | Domingo Martí Ramon           | 1847               | 1848               |                |                                      |
| 11   |         | Josep de C. Tuñí              | 1848               | 1849               |                |                                      |
| 12   |         | Melcior de Palau i Bonet      | 1850               | 1852               |                | Partit Moderat                       |
| 13   |         | Desideri Recoder              | 1852               | 1854               |                |                                      |
| 14   |         | Joan Viñas Feliu              | 1854               | 1854               |                |                                      |
| 15   |         | Manuel de Sisternes           | 1854               | 1856               |                |                                      |
| 16   |         | Josep C. De Tuñí              | 1856               | 1858               |                |                                      |
| 17   |         | Manuel Serra                  | 1859               | 1860               |                |                                      |
| 18   |         | Lluís M. Moceda               | 1860               | 1862               |                |                                      |
| 19   |         | Joan de la C. Palau           | 1862               | 1862               |                |                                      |
| 20   |         | Josep Pineda                  | 1863               | 1865               |                |                                      |
| 21   |         | Pompeyo Serra i Carbonell     | 1865               | 1867               |                | Partit Moderat                       |
| 22   |         | Antoni Gualba                 | 1867               | 1868               |                |                                      |
| 23   |         | Joaquim Llobet                | 1868               | 1869               |                |                                      |
| 24   |         | Marià Espín                   | 1869               | 1869               |                |                                      |
| 25   |         | Manuel de Sisternes           | 1869               | 1870               |                |                                      |
| 26   |         | Josep Garcia i Oliver         | 1870               | 1872               |                | Partit Liberal Fusionista            |
| 27   |         | Marià Espín                   | 1872               | 1873               |                |                                      |
| 28   |         | Josep Abadal                  | 1873               | 1874               |                |                                      |
| 29   |         | Josep Garcia i Oliver         | 1874               | 1875               |                | Partit Liberal Fusionista            |
| 30   |         | Pelegrí Gallifa               | 1875               | 1877               |                |                                      |
| 31   |         | Josep Agustí Vilardebó        | 1877               | 1879               |                |                                      |
| 32   |         | Jaume Recoder de Pons         | 1879               | 1881               |                |                                      |
| 33   |         | Josep Subiñà Martí            | 1881               | 1883               |                |                                      |
| 34   |         | Marcel·lí Roca Arenas         | 1883               | 1884               |                |                                      |
| 35   |         | Joaquim de Palau de Castellar | 1884               | 1886               |                |                                      |
| 36   |         | Marcel·lí Roca Arenas         | 1886               | 1887               |                |                                      |
| 37   |         | Jaume Julià Ferran            | 1887               | 1889               |                |                                      |
| 38   |         | Marcel·lí Roca Arenas         | 1889               | 1890               |                |                                      |
| 39   |         | Merchor Camín López           | 1890               | 1893               |                |                                      |
| 40   |         | Antoni Sans Coy               | 1893               | 1894               |                |                                      |
| 41   |         | Josep Barba Rogés             | 1894               | 1895               |                |                                      |
| 42   |         | Emili Cabanyes i Rabassa      | 1895               | 1897               |                |                                      |
| 43   |         | Antoni Sans Coy               | 1897               | 1899               |                |                                      |
| 44   |         | Emili Cabanyes i Rabassa      | 1899               | 1901               |                |                                      |
| 45   |         | Antoni Sans Coy               | 1902               | 1905               |                |                                      |
| 46   |         | Emili Arañó Rossell           | 1906               | 1909               |                |                                      |
| 47   |         | Àngel Fàbregas Sabater        | 1909               | 1911               |                |                                      |
| 48   |         | Emili Arañó Rossell           | 1912               | 1915               |                |                                      |
| 49   |         | Rafael Carreras Carbones      | 1916               | 1917               |                |                                      |
| 50   |         | Josep Maria Fradera i Pujol   | 1917               | 1918               |                |                                      |
| 51   |         | Josep Soler Moreu             | 1918               | 1918               |                |                                      |
| 52   |         | Josep Maria Fradera i Pujol   | 1918               | 1920               |                |                                      |
| 53   |         | Joaquim Capell Vidal          | 1920               | ?                  |                |                                      |
| 54   |         | Enric Arañó Rodon             | ?                  | 1923               |                |                                      |
| 55   |         | Joaquim Boter Martí           | 1923               | 1925               |                | Dictadura de Primo de Rivera         |
| 56   |         | Antoni de Palau i de Simón    | 1925               | 1930               |                | Dictadura de Primo de Rivera         |
| 57   |         | Enric Arañó Rodon             | 1930               | 16 d'abril de 1931 |                | Dictadura de Primo de Rivera         |
| 58   |         | Josep Abril i Argemí          | 16 d'abril de 1931 | 1933               |                | Esquerra Republicana de Catalunya    |
| 59   |         | Josep Rabat Simon             | 1933               | 1933               |                |                                      |
| 60   |         | Jaume Llavina Cot             | 1933               | 1934               |                |                                      |
| 61   |         | Salvador Cruxent i Rovira     | 1934               | 1934               |                |                                      |
| 62   |         | Juan Novellas Mora            | 1934               | 1935               |                |                                      |
| 63   |         | Josep Maria Fradera i Pujol   | 1935               | 1935               |                |                                      |
| 64   |         | Joan Masriera Sans            | 1935               | 1936               |                |                                      |
| 65   |         | Salvador Cruxent i Rovira     | 1936               | 1937               |                |                                      |
| 66   |         | Ramon Molist Valls            | 1937               | 1939               |                |                                      |
| 67   |         | Joan Brufau Cusidó            | 1939               | 1940               |                | Dictadura franquista                 |
| 68   |         | Josep Martí Pascual           | 1940               | 1946               |                | Dictadura franquista                 |
| 69   |         | Joaquim Boter de Palau        | 1946               | 1948               |                | Dictadura franquista                 |
| 70   |         | Antoni Cabot Bover            | 1948               | 1952               |                | Dictadura franquista                 |
| 71   |         | Emili Albó Franquesa          | 1952               | 1955               |                | Dictadura franquista                 |
| 72   |         | Pedro Crespo Gil              | 1955               | 1972               |                | Dictadura franquista                 |
| 73   |         | Antoni Martí Coll             | 1972               | 1973               |                | Dictadura franquista                 |
| 74   |         | Francesc Robert Graupera      | 9 d'abril de 1973  | 9 d'abril de 1977  |                | Dictadura franquista                 |
| 75   |         | Francesc Salas Moret          | 9 d'abril de 1977  | 19 de març de 1979 |                | Dictadura franquista                 |
| 76   |         | Joan Majó i Cruzate           | 19 de març de 1979 | 8 de maig de 1983  |                | Partit dels Socialistes de Catalunya |
| 77   |         | Manuel Mas i Estela           | 8 de maig de 1983  | 30 d'abril de 2004 |                | Partit dels Socialistes de Catalunya |
| 78   |         | Joan Antoni Baron Espinar     | 30 d'abril de 2004 | 11 de juny de 2011 |                | Partit dels Socialistes de Catalunya |
| 79   |         | Joan Mora i Bosch             | 11 de juny de 2011 | 13 de juny de 2015 |                | Convergència i Unió                  |
| 80   |         | David Bote Paz                | 13 de juny de 2015 | En el càrrec       |                | Partit dels Socialistes de Catalunya |